# Pontgibaud
Pontgibaud é uma comuna francesa na região administrativa de Auvérnia-Ródano-Alpes, no departamento Puy-de-Dôme. Estende-se por uma área de 4,58 km². Em 2010 a comuna tinha 778 habitantes (densidade: 169,9 hab./km²).

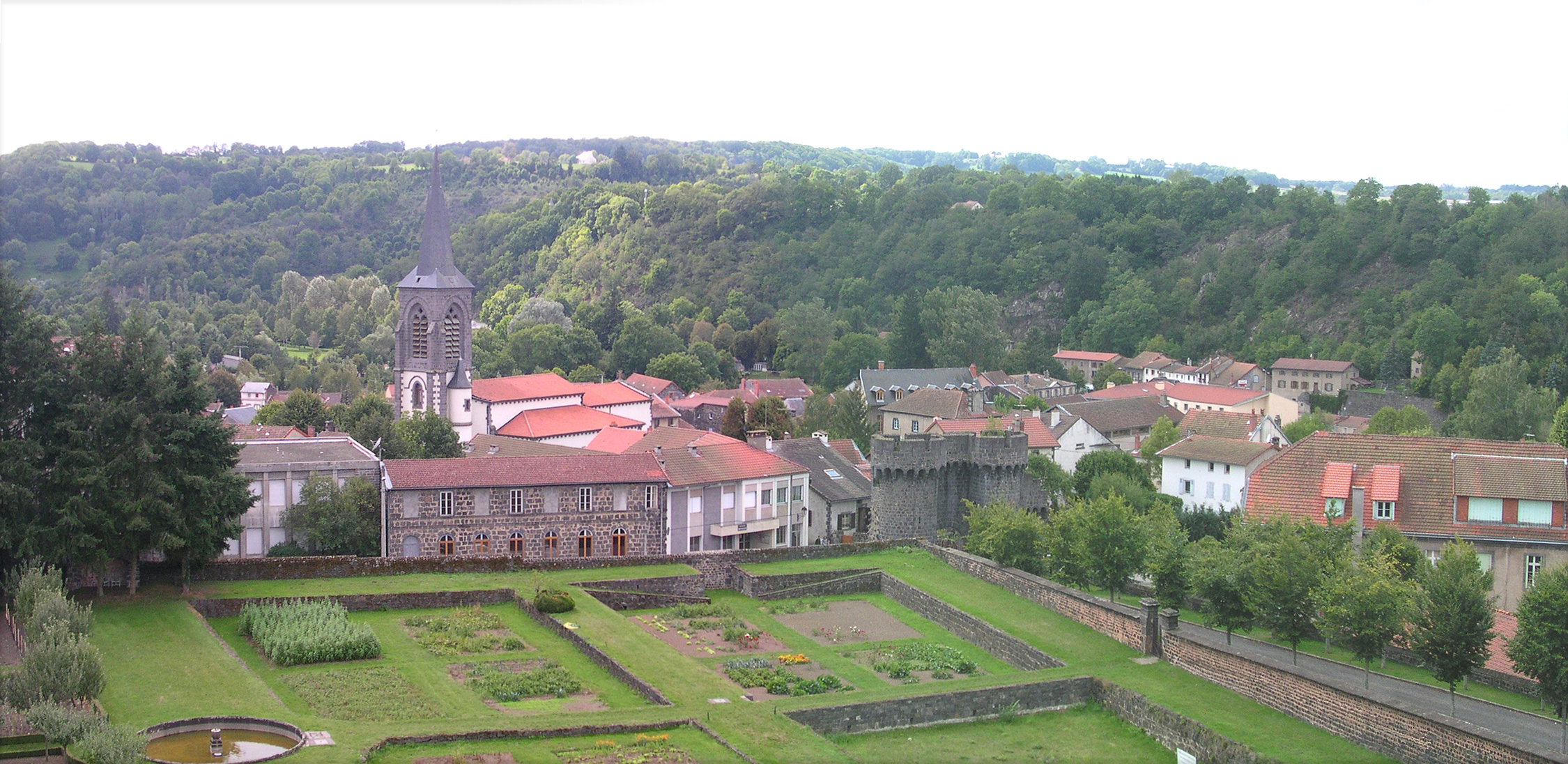
Pontgibaud